# Tibério Semprônio Graco (cônsul em 177 a.C.)
Tibério Semprônio Graco (m. 154 a.C.; em latim: Tiberius Sempronius Graccus) foi um político da gente Semprônia da República Romana eleito cônsul por duas vezes, em 177 e 163 a.C., com Caio Cláudio Pulcro e Mânio Juvêncio Talna respectivamente. Era filho de Tibério Semprônio Graco, cônsul em 215 a.C., e pai de Tibério Semprônio Graco e Caio Semprônio Graco, os "irmãos Graco".

## Família

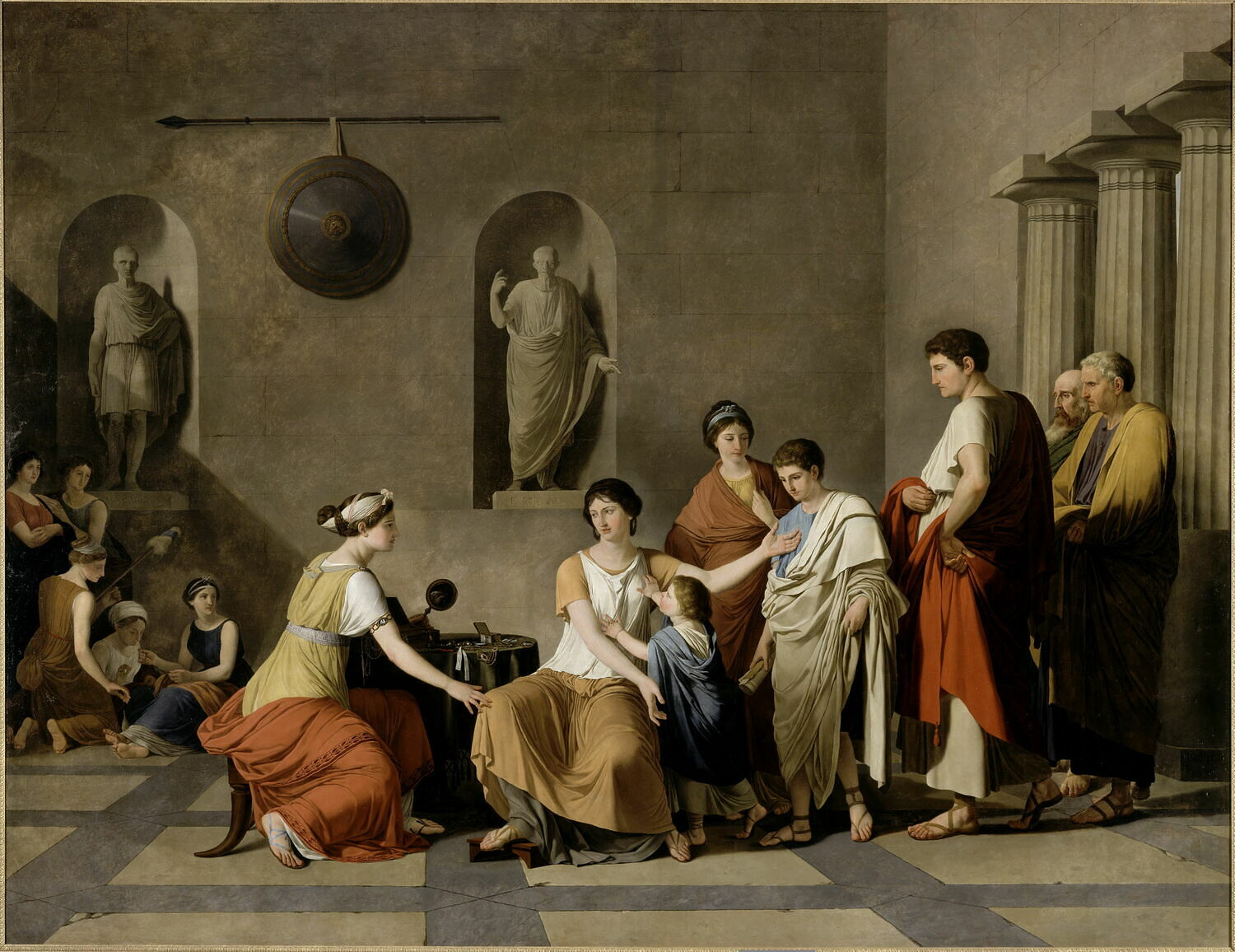
"Cornélia, a mão dos Gracos". Cornélia era a filha mais jovem de Cipião Africano e, ao casar-se com Tibério Semprônio Graco, uniu o destino das duas famílias em uma história que se desenrolaria nos próximos 30 anos.
1795. Por Joseph-Benoît Suvée, atualmente no Louvre

Graco casou-se com Cornélia Africana, filha de Cipião Africano, em 172 a.C., depois da morte dele. Apesar da diferença de idade, o matrimônio foi feliz e frutífero, pois eles tiveram doze filhos, apesar de a maioria ter morrido na infância. Só três chegaram à idade adulta: Tibério e Caio, que foram tribunos da plebe, e Semprônia, que se casou com Cipião Emiliano. Tibério e Cipião não eram amigos, e muitas vezes discordavam, mas a família de Cipião considerou Tibério digno de casar-se com Cornélia.

## Primeiros anos
Em 203 a.C., muito jovem, foi eleito áugure. Em 190 a.C., Tibério acompanhou o cônsul Lúcio Cornélio Cipião até a Grécia e foi um dos jovens romanos que mais se destacou nos campos de batalha. Cipião o enviou de Anfissa até Pela para tentar descobrir quais eram as intenções de Filipe V da Macedônia perante os romanos e para conseguir a permissão de passagem pelo Reino da Macedônia durante a Guerra romano-síria contra Antíoco III, o Grande.
Foi tribuno da plebe por volta de 187 a.C., posição na qual, em 184 a.C., pôde salvar os irmãos Lúcio e Públio Cornélio Cipião de serem processados por seus inimigos interpondo o seu veto. Apesar de não serem amigos e nem aliados políticos, Graco acreditava que os serviços prestados pelos Cipiões a Roma lhes credenciava a não serem tratados como simples criminosos. É possível que ali tenha nascido o compromisso matrimonial com Cornélia, a filha mais nova de Africano, que, segundo Plutarco, só se casou depois da morte do pai. Pouco depois, Graco defendeu Lúcio nas disputas referentes ao dinheiro que ele teria recebido de Antíoco.
No final do ano, quando Marco Fúlvio Nobilior pediu para receber um triunfo, Graco o apoiou contra a opinião de todos os demais tribunos.
Em 183 a.C., foi um dos triúnviros coloniis deducendis encarregado de fundar uma colônia romana em Satúrnia. Depois, foi edil plebeu, cargo no qual gastou muito dinheiro realizando jogos públicos.

### Guerras Celtiberas

Mapa das terras celtiberas, onde Graco passou seus anos como pretor

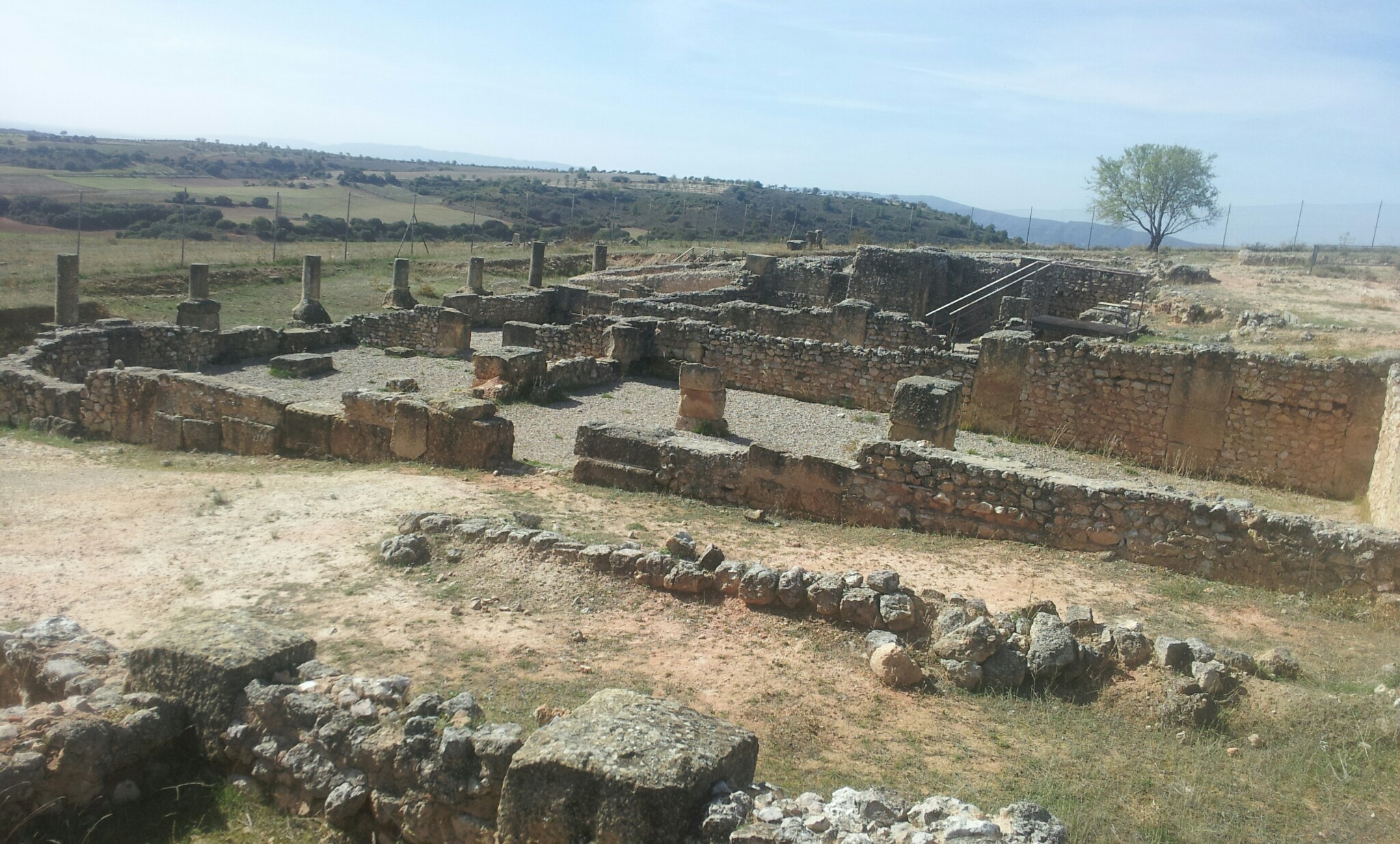
Ruínas de Ercávica, uma das últimas cidades conquistadas por Graco

Em 181 a.C., foi pretor e recebeu a Hispânia Citerior como província, sucedendo a Quinto Fúlvio Flaco na missão de continuar a Primeira Guerra Celtibera (181- 179 a. C.), que visava a pacificação e romanização das tribos celtiberas. Já na Hispânia, atacou Munda sem aviso prévio, conquistando a cidade, tomando vários reféns e deixando para trás uma guarnição. Ocupou também algumas fortalezas celtiberas e assolou toda a região até se aproximar de Cértima, que estava poderosamente fortificada. Contudo, seus habitantes, desesperançosos de sua própria capacidade de resistir, se renderam.
Mesmo assim, eles tiveram que pagar um grande soma em dinheiro e entregar quarenta de seus nobres como reféns. Logo depois, Graco avançou até Alce, onde havia um acampamento celtibero; depois de vários combates, Graco conseguiu que eles se retirassem, ocupando o acampamento, mas não a cidade próxima; teriam morrido 9 000 inimigos nestas lutas. Logo depois, as forças de Graco se dedicaram à destruição do território inimigo e rapidamente conquistaram 103 cidades, amealhando um grande butim. Alce, que ainda resistia, foi cercada e finalmente se rendeu. Os defensores foram tratados com justiça e um líder celtibero, Turrão, ingressou para o exército romano.
A grande e poderosa cidade de Ercávica abriu suas portas aos romanos. Alguns historiadores, segundo Lívio, relataram que estas conquistas não foram fáceis, pois, invariavelmente, os celtiberos costumavam se revoltar tão logo partiam os soldados e foi somente depois da campanha de Graco é que se estabeleceu uma paz duradoura. É bastante possível que tenha sido assim, pois os habitantes da região haviam sido tratados por todos os generais romanos anteriores com crueldade e traição, mas agora viam diante de si um inimigo audaz, valente e formidável, mas ao mesmo tempo honesto e justo.
Graco ficou ainda mais um no na Hispânia e, neste período, libertou Carabis, que estava sob ataque dos celtiberos ainda não subjugados, e derrotou revoltosos perto de Complega. Desta forma, pouco a pouco, foram submetidos todos os celtiberos e Graco se revelou tão capaz na administração pacífica de sua província como já havia sido à frente de seus exércitos.
Suas medidas políticas também foram benéficas para consolidar o domínio político da províncias. Os habitantes locais conseguiram o direito de receber terras e de servir nas forças auxiliares romanas em troca do pagamento de impostos e de não fortificarem suas cidades. A cidade de Ilurcis foi renomeada como Graccurris (perto da moderna Alfaro) em homenagem a Tibério Graco.

## Primeiro consulado (177 a.C.)
Em 178 a.C., Graco voltou para Roma e celebrou um magnífico triunfo sobre os celtiberos e seus aliados. Foi eleito cônsul no ano seguinte com Caio Cláudio Pulcro e obteve a Sardenha como sua província, assumindo a condução da guerra contra os sardos em revolta, derrotando-os pouco antes de levar suas forças para os quartéis de inverno. Na primavera seguinte, realizou duas novas operações até conseguir a submissão completa dos rebeldes, que foram obrigados a entregar reféns. Enviou emissários até o Senado Romano para solicitar permissão para regressar com seu exército para celebrar um segundo triunfo, mas não teve sucesso. Foram declaradas ações de graças públicas e Graco recebeu a ordem de permanecer em sua província como procônsul por mais um ano.

## Anos intermediários (176-163 a.C.)

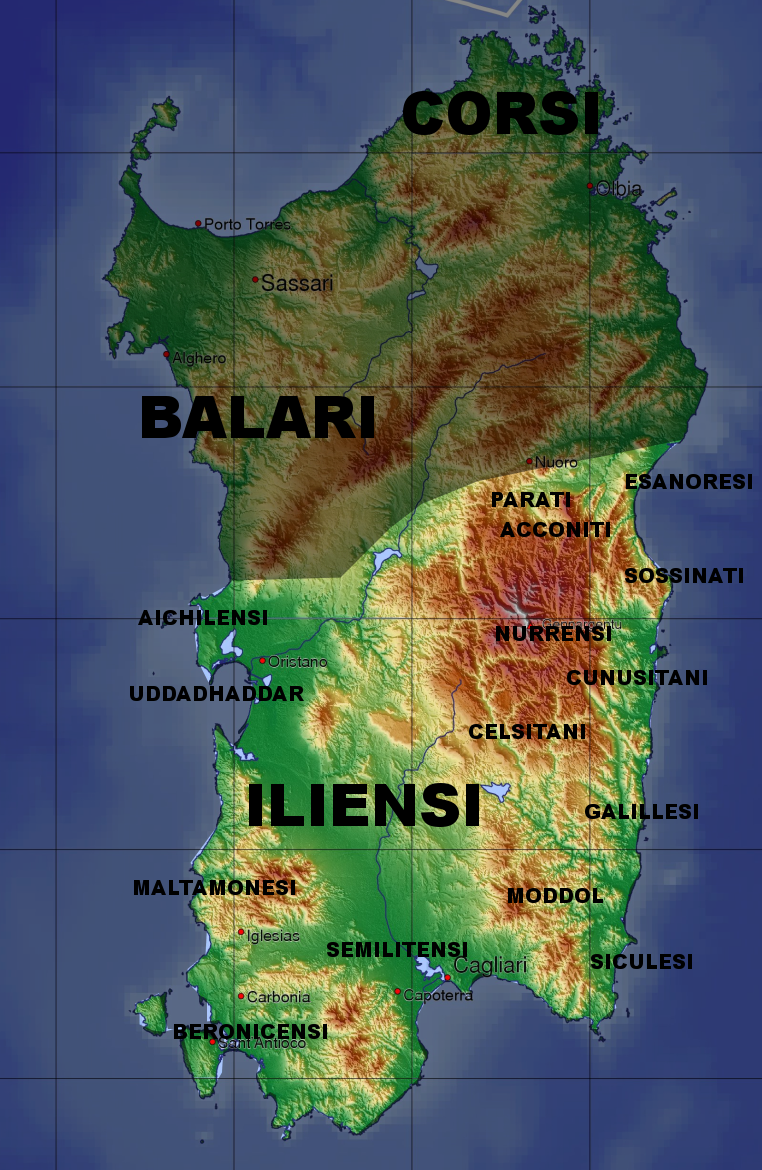
Mapa mostrando os povos originais da Sardenha, a província de Graco nas duas vezes que ele foi cônsul.

No final de 175 d.C., Caio voltou a Roma e finalmente conseguiu celebrar um triunfo sobre os sardos. Diz-se que havia trazido consigo um número tão grande de prisioneiros, vendidos por uma bagatela, que nasceu uma nova expressão comum na época ("sardi venales"). Graco em seguida dedicou uma inscrição no Templo de Mater Matuta na qual se registou a captura da Sardenha e na qual estão representadas a própria ilha e os locais onde teriam ocorrido as batalhas que Graco ali.
Em 169 a.C., Graco foi censor com Caio Cláudio Pulcro (cônsul em 177 a.C.), num mandato onde os dois se mostraram particularmente severos, seja controlando para que não houvesse favoritismo nas exonerações do serviço militar — estava em curso a Terceira Guerra Macedônica — seja na concessão de contratos públicos. Por sua severidade, um dos tribunos da plebe o acusou, mas ambos escaparam de um processo principalmente por causa da popularidade de Graco, que atuou de forma bastante magnânima com seu colega, que era muito impopular, ao afirmar que se seu colega fosse condenado, ele o acompanharia no exílio.
Com o dinheiro entregue a ele para obras públicas, Graco comprou a propriedade onde ficava a casa de Cipião Africano e alguns edifícios vizinhos, construindo no local uma basílica, conhecida depois como Basílica Semprônia, demolida mais de um século depois para abrir espaço para a Basílica Júlia por ordem de Júlio César. Mas o ato mais importante de sua censura foi a inclusão de todos os libertos, que antes ficavam espalhados entre todas as tribos, em uma das quatro tribos urbanas.
Em 164 a.C., foi novamente enviado como embaixador, desta vez para a Ásia, com a missão de observar como estavam os aliados romanos na região. Nesta viagem, fez um discurso aos ródios, em grego, que ainda existia na época de Cícero.

## Segundo consulado (163 a.C.)
Em 163 a.C., Graco foi eleito novamente, desta vez com Mânio Juvêncio Talna, um ano no qual sua atuação foi mais política, com várias embaixadas enviadas pelo Senado e várias mediações entre príncipes aliados e Roma. Recebeu a Córsega e Sardenha como província consular. Durante as eleições consulares para o ano seguinte, que ele organizou, declarou inválida a eleição de seu cunhado Públio Cornélio Cipião Násica Córculo por erro nos augúrios cometido por ele próprio. Não se sabe se o evento levou a uma dissensão ou discórdia entre os dois (Násica foi eleito censor em 159 a.C. e cônsul quatro anos mais tarde). Porém, os filhos de ambos discordariam politicamente trinta anos depois, com consequências fatais para ambos.
Conta a lenda que Tibério encontrou duas serpentes em sua cama, e que os adivinhos o proibiram de matar as duas e deixar as duas escaparem, mas que ele deveria matar apenas uma e deixar a outra: se ele matasse a serpente macho, ele morreria, mas se fosse a fêmea, Cornélia morreria. Como ele amava sua esposa e era mais velho, matou a serpente macho, e morreu logo em seguida, em 154 a.C..